# Высший совет магистратуры
Высший совет магистратуры — органы для подбора кандидатур на должности судей:

## Франция
1) в 1946—1958 гг. состоял из Президента, шести членов назначавшихся Национальным Собранием, шести судей (четырёх избранных, двоих назначенных Президентом)
2) с 1958 г. все члены Высшего совета магистратуры назначались Президентом.

## Италия
Треть членов назначается Парламентом и две трети судами, председателем Высшего совета магистратуры является Президент Итальянской Республики.

## Испания
Органом для подбора кандидатур на должности судей Испания является Генеральный совет судебной власти, состоит из 21 члена, председателем является Председатель Верховного Суда, 10 назначались Конгрессом депутатов, 10 Сенатом.

## Румыния
Все члены Высшего Совета Магистратуры Румынии назначаются судьями, состоит 19 членов, 14 назначаются общими собраниями судей (adunările generale ale magistraților) сроком на 6 лет, при подтверждении этого назначения Сенатом, 2 назначаются от общественных организаций — специалистов в области права (specialiști în domeniul dreptului), остальными тремя по должности являются министр юстиции, председатель верховного суда и генеральный прокурор верховного суда. Кроме своих основных полномочий осуществляет координацию деятельности таких учебных заведений как Национального института магистратуры (Institutului Național al Magistraturii) и Национальной школы секретарей (Școlii Naționale de Grefieri).

## Польша
Национальный совет юстиции (Krajowa Rada Sądownictwa), состоит из 25 членов: первого презида Верховного Суда (Pierwszego Prezesa Sądu Najwyższego), презида Верховного административного суда (Prezesa Naczelnego Sądu Administracyjnego), министра юстиции (Ministra Sprawiedliwości), одного члена назначенного Президента, двух членов избранных от Верховного Суда, двух от апелляционных судов, двух от административных судов, восемь от районных судов, один от военных судов, четырёх членов от Сейма, двух членов от Сената, все избираются на 4 года. Первый состав был образован 23 февраля 1990 года.

## Германия
В ГДР в 1949—1968 гг. подбор кандидатов на должность судей Верховного суда Республики и дачу заключений на их смещение  существовал Комитет юстиции в составе Председателя Правового комитета Народной Палаты (Vorsitzender des Rechtsausschusses der Volkskammer) (который одновременно являлся и председателем Комитета юстиции), трёх членов Народной палаты, избираемых ею на срок её полномочий, двух членов Верховного суда Республики, одного сотрудника Генеральной прокуратуры Республики.
В каждой из земель ГДР в 1949-1952 гг. подбор кандидатов на должности судей Верховного суда земли и дачу заключений на их смещение и смещение судей прочих земельных судов давал комитеты юстиции, состоявшие из председателя правового комитета ландтага земли, трёх его членов, избираемых им на срок его полномочий, двух членов верховного суда земли, одного сотрудника генерального прокуратуры земли.
Судьи Федерального суда ФРГ назначаются по предложению Комитета по выбору судей (Richterwahlausschuß), половина которого назначается бундестагом, другой половиной являются - министры юстиции всех земель.
Судьи земельных судов назначаются по предложению Комитета по выбору судей, часть членов которого назначаются ландтагами из числа своих членов, часть - судьями. 

## Венгрия
Комитет по назначению (jelölő bizottság), предлагающий Государственному собранию кандидатов в судьи Конституционного суда, избирается Государственным собранием пропорционально размеру фракций.

## Россия
См. Высшая квалификационная коллегия судей